# Киран, Удай
Удай Киран (телугу ఉదయ్ కిరణ్, англ. Uday Kiran; 26 июня 1980 — 5 января 2014) — индийский актёр, снимавшийся преимущественно в телугуязычных фильмах. Первые три фильма Кирана — Chitram, «Ты и я» и Manasantha Nuvve — стали успешными хитами, что принесло ему звание Hat-trick Hero.

## Биография

### Личная жизнь
Удай Киран родился в телугуязычной семье В. В. К. Мартхи и Нирмалы. Он окончил колледж Уэсли в Секундерабаде по специальности «Торговля». В 2003 году он был помолвлен с Сушмитхой, дочерью актёра Чирандживи, но впоследствии помолвка была расторгнута. 24 октября 2012 года Киран женился на тамилоязычной девушке Вишитхе.

### Карьера
Киран начал работать моделью во время учёбы в колледже. В 2000 году под руководством своего наставника, кинооператора Теджи, он дебютировал в Толливуде в фильме Chitram, где сыграл 17-летнего главного героя.
В 2001 году Киран выиграл награду Filmfare Awards в номинации «Лучший актёр в телугуязычном фильме» за фильм «Ты и я», и стал самым молодым победителем Filmfare в номинации «Лучший актёр» после Камала Хасана.
В 2005 году Киран решился сняться в тамильскоязычном фильме «Ложь» режиссёра К. Балачандера. Позже он сыграл ещё в двух тамильских фильмах, Vambu Sandai и Pen Singam.

### Смерть
Киран покончил с собой 5 января 2014 года. Он повесился в своей квартире в Хайдарабаде. На протяжении прошедшего, 2013 года, Киран страдал от депрессии из-за финансового кризиса. С другой стороны, окружной прокурор Хайдарабада подал иск в комиссию по правам человека в связи с дискриминацией Удая Кирана в телугуязычном кинематографе.

## Фильмография
| Год  |   | Русское название | Оригинальное название      | Роль              |
| ---- | - | ---------------- | -------------------------- | ----------------- |
| 2000 | ф |                  | Chitram                    | Рамана            |
| 2001 | ф | Ты и я           | Nuvvu Nenu                 | Рави              |
| 2001 | ф |                  | Manasantha Nuvve           | Вену              |
| 2002 | ф |                  | Kalusukovalani             |                   |
| 2002 | ф |                  | Sreeram                    | Шрирам            |
| 2002 | ф |                  | Holi                       | Киран             |
| 2002 | ф |                  | Nee Sneham                 | Мадхав            |
| 2003 | ф |                  | Jodi No.1                  | Говтам            |
| 2003 | ф |                  | Neeku Nenu Naaku Nuvvu     | Ананд             |
| 2004 | ф |                  | Love Today                 |                   |
| 2005 | ф |                  | Avunanna Kadanna           | Рави              |
| 2006 | ф |                  | Abaddham                   |                   |
| 2006 | ф | Ложь             | Poi                        | Камбан / Бхаратхи |
| 2007 | ф |                  | Viyyalavari Kayyalu        |                   |
| 2008 | ф |                  | Lakshmi Putrudu            |                   |
| 2008 | ф |                  | Vambu Sandai               | Прабхакаран       |
| 2008 | ф |                  | Gunde Jhallumandi          |                   |
| 2008 | ф |                  | Ekaloveyudu                | Картхик           |
| 2010 | ф |                  | Pen Singam                 | Surya             |
| 2012 | ф |                  | Nuvvekaddunte Nenakkadunta | Hari              |
| 2013 | ф |                  | Jai Sriram                 | Sriram Srinivas   |
| 2014 | ф |                  | Chitram Cheppina Katha     | Mohan             |